# EuroCup Women 2022-2023
L'EuroCup Women 2022-2023 è stata la ventunesima edizione del torneo europeo di secondo livello per squadre femminili di club di pallacanestro. Il torneo ha avuto inizio il 5 ottobre 2022 con la gara di andata di un turno preliminare e si è concluso il 12 aprile 2023 con la gara di ritorno della finale.
Il trofeo è stato vinto dalle francesi dell'ASVEL che hanno sconfitto in finale il Galatasaray.

## Regolamento
Alla regular season partecipano 48 squadre (34 qualificate di diritto, 5 eliminate dalla fase preliminare dell'EuroLega e 9 uscenti da un turno di qualificazione), divise in 12 gruppi di 4 secondo criteri geografici. Le prime due classificate di ogni girone più le otto migliori terze di ogni conference si qualificano per la fase a eliminazione diretta, giocata con partite di andata e ritorno dai sedicesimi sino alla finale.

## Squadre partecipanti
Accedono direttamente al torneo le seguenti 39 squadre:
| Nazione         | Numero       | Squadre (posizione in classifica nel proprio campionato 2021–2022) | Squadre (posizione in classifica nel proprio campionato 2021–2022) | Squadre (posizione in classifica nel proprio campionato 2021–2022) | Squadre (posizione in classifica nel proprio campionato 2021–2022) | Squadre (posizione in classifica nel proprio campionato 2021–2022) |
| Conference 1    | Conference 1 | Conference 1                                                       | Conference 1                                                       | Conference 1                                                       | Conference 1                                                       | Conference 1                                                       |
| --------------- | ------------ | ------------------------------------------------------------------ | ------------------------------------------------------------------ | ------------------------------------------------------------------ | ------------------------------------------------------------------ | ------------------------------------------------------------------ |
| Turchia         | 5            | OGM Ormanspor (terza)                                              | Nesibe Aydın (quarta)                                              | Galatasaray Cagdas Factoring (quinta)                              | Botaş Spor (sesta, EL.Q)                                           | Bursa Uludağ Basketbol (settima)                                   |
| Polonia         | 3            | AZS UMCS Lublin (seconda)                                          | VBW Arka Gdynia (terza)                                            | InvestInTheWest Enea Gorzów (quarta)                               |                                                                    |                                                                    |
| Israele         | 2            | Elitzur Landco Ramla (campione, EL.Q)                              | Maccabi Bnot Ashdod (seconda)                                      |                                                                    |                                                                    |                                                                    |
| Romania         | 2            | ACS Sepsi SIC (campione, EL.Q)                                     | FCC UAV Arad (seconda)                                             |                                                                    |                                                                    |                                                                    |
| Ungheria        | 2            | NKA Universitas PEAC (quarta)                                      | UNI Győr (quinta)                                                  |                                                                    |                                                                    |                                                                    |
| Bulgaria        | 1            | Beroe (campione)                                                   |                                                                    |                                                                    |                                                                    |                                                                    |
| Grecia          | 1            | Panathinaikos AC (seconda)                                         |                                                                    |                                                                    |                                                                    |                                                                    |
| Lituania        | 1            | Kibirkštis (seconda)                                               |                                                                    |                                                                    |                                                                    |                                                                    |
| Serbia          | 1            | Crvena zvezda MTS (campione, EL.Q)                                 |                                                                    |                                                                    |                                                                    |                                                                    |
| Slovacchia      | 1            | Piešťanské Čajky (campione)                                        |                                                                    |                                                                    |                                                                    |                                                                    |
| Conference 2    |              |                                                                    |                                                                    |                                                                    |                                                                    |                                                                    |
| Francia         | 5            | LDLC ASVEL (seconda)                                               | Villeneuve d'Ascq LM (terza, EL.Q)                                 | Flammes Carolo Basket (quinta)                                     | Roche Vendée Basket Club (sesta)                                   | Angers (settima)                                                   |
| Spagna          | 4            | Cadí La Seu (quarta)                                               | Casademont Zaragoza (quinta)                                       | IDK Euskotren (sesta)                                              | Movistar Estudiantes (settima)                                     |                                                                    |
| Belgio          | 2            | Castors Braine (seconda)                                           | Basket Namur Capitale (terza)                                      |                                                                    |                                                                    |                                                                    |
| Repubblica Ceca | 2            | Žabiny Brno (seconda)                                              | KP Brno (quarta)                                                   |                                                                    |                                                                    |                                                                    |
| Croazia         | 1            | ŽKK Ragusa (campione)                                              |                                                                    |                                                                    |                                                                    |                                                                    |
| Germania        | 1            | Rutronik Stars Keltern (sesta)                                     |                                                                    |                                                                    |                                                                    |                                                                    |
| Italia          | 1            | Umana Reyer Venezia (quarta)                                       |                                                                    |                                                                    |                                                                    |                                                                    |
| Lussemburgo     | 1            | T71 Diddeleng (campione)                                           |                                                                    |                                                                    |                                                                    |                                                                    |
| Portogallo      | 1            | SL Benfica (campione)                                              |                                                                    |                                                                    |                                                                    |                                                                    |
| Regno Unito     | 1            | London Lions (campione)                                            |                                                                    |                                                                    |                                                                    |                                                                    |
| Svizzera        | 1            | BCF Elfic Fribourg (campione)                                      |                                                                    |                                                                    |                                                                    |                                                                    |

Legenda:
- finalista della precedente edizione.
- EL.Q: eliminato al turno di qualificazione dell'Eurolega

Le seguenti 18 squadre disputano un turno preliminare a eliminazione diretta dal quale se ne qualificano 9 per la regular season:
| Nazione      | Numero       | Squadre (posizione in classifica nel proprio campionato 2021–2022) | Squadre (posizione in classifica nel proprio campionato 2021–2022) | Squadre (posizione in classifica nel proprio campionato 2021–2022) | Squadre (posizione in classifica nel proprio campionato 2021–2022) |
| Conference 1 | Conference 1 | Conference 1                                                       | Conference 1                                                       | Conference 1                                                       | Conference 1                                                       |
| ------------ | ------------ | ------------------------------------------------------------------ | ------------------------------------------------------------------ | ------------------------------------------------------------------ | ------------------------------------------------------------------ |
| Grecia       | 4            | Esperides Kallitheas (terza)                                       | Eleftheria Moschatou (quarta)                                      | Dafni Agiou Dimitriou (quinta)                                     | OA Chanion (sesta)                                                 |
| Israele      | 2            | Elitzur Holon (quinta)                                             | Ramat Hasharon (ottava)                                            |                                                                    |                                                                    |
| Polonia      | 1            | Polskie Przetwory Bydgoszcz (sesta)                                |                                                                    |                                                                    |                                                                    |
| Slovacchia   | 1            | Slávia Banská Bystrica (quarta)                                    |                                                                    |                                                                    |                                                                    |
| Turchia      | 1            | Hatay BB Spor (decima)                                             |                                                                    |                                                                    |                                                                    |
| Ungheria     | 1            | Ludovika Csata (ottava)                                            |                                                                    |                                                                    |                                                                    |
| Conference 2 |              |                                                                    |                                                                    |                                                                    |                                                                    |
| Belgio       | 2            | Phantoms Basket Boom (quinta)                                      | House of Talent Spurs (sesta)                                      |                                                                    |                                                                    |
| Croazia      | 1            | ŽKK Plamen Požega (seconda)                                        |                                                                    |                                                                    |                                                                    |
| Francia      | 1            | BLMA (ottava)                                                      |                                                                    |                                                                    |                                                                    |
| Italia       | 1            | Dinamo Banco di Sardegna (decima)                                  |                                                                    |                                                                    |                                                                    |
| Lussemburgo  | 1            | BBC Gréngewald (quarta)                                            |                                                                    |                                                                    |                                                                    |
| Portogallo   | 1            | Sportiva/AzorisHotels (seconda)                                    |                                                                    |                                                                    |                                                                    |
| Spagna       | 1            | Lointek Gernika Bizkaia (ottava)                                   |                                                                    |                                                                    |                                                                    |

## Turno di qualificazione

### Conference 1
Le partite di andata si sono giocate il 5-7 ottobre, quelle di ritorno il 12-13 ottobre 2022.
| Squadra 1              | Totale  | Squadra 2                   | Andata  | Ritorno |
| ---------------------- | ------- | --------------------------- | ------- | ------- |
| Elitzur Holon          | 168-153 | Esperides Kallitheas        | 78 - 73 | 90 - 80 |
| Dafni Agiou Dimitriou  | 103-179 | Hatay BB Spor               | 58 - 99 | 45 - 80 |
| OA Chanion             | 113-169 | Polskie Przetwory Bydgoszcz | 59 - 85 | 54 - 84 |
| Slávia Banská Bystrica | 132-130 | Eleftheria Moschatou        | 71 - 72 | 61 - 58 |
| Ramat Hasharon         | 141-130 | Ludovika Csata              | 70 - 62 | 71 - 68 |

### Conference 2
Le partite di andata si sono giocate il 5-7 ottobre, quelle di ritorno il 12-13 ottobre 2022.
| Squadra 1             | Totale  | Squadra 2                | Andata   | Ritorno  |
| --------------------- | ------- | ------------------------ | -------- | -------- |
| House of Talent Spurs | 107-164 | Dinamo Banco di Sardegna | 51 - 96  | 56 - 68  |
| ŽKK Plamen Požega     | 111-180 | BLMA                     | 53 - 68  | 58 - 112 |
| Phantoms Basket Boom  | 113-194 | Lointek Gernika Bizkaia  | 62 - 102 | 51 - 92  |
| Sportiva/AzorisHotels | 103-124 | BBC Gréngewald           | 49 - 52  | 54 - 72  |

## Regular season
I gruppi sono stati sorteggiati il 15 luglio 2022 a Monaco di Baviera.
La regular season è iniziata il 26 ottobre 2022 ed è terminata il 15 dicembre 2022.
Legenda:
- Squadre qualificate ai sedicesimi
- Squadre eliminate

### Conference 1

#### Gruppo A
Classifica
|    | Squadra           | Pt. | G | V | P | PF  | PS  | diff |
| -- | ----------------- | --- | - | - | - | --- | --- | ---- |
| 1. | Panathinaikos AC  | 10  | 6 | 4 | 2 | 387 | 358 | +29  |
| 2. | AZS UMCS Lublin   | 10  | 6 | 4 | 2 | 393 | 357 | +36  |
| 3. | Crvena zvezda MTS | 9   | 6 | 3 | 3 | 421 | 447 | -26  |
| 4. | Ramat Hasharon    | 7   | 6 | 1 | 5 | 394 | 433 | -39  |

Risultati
| PAN   | LUB   | CRV   | RAM   |
| ----- | ----- | ----- | ----- |
|       | 67-59 | 70-64 | 59-65 |
| 38-51 |       | 83-57 | 62-53 |
| 70-64 | 63-82 |       | 88-87 |
| 62-76 | 66-69 | 61-79 |       |

#### Gruppo B
Classifica
|    | Squadra              | Pt. | G | V | P | PF  | PS  | diff |
| -- | -------------------- | --- | - | - | - | --- | --- | ---- |
| 1. | NKA Universitas PEAC | 11  | 6 | 5 | 1 | 441 | 362 | +79  |
| 2. | Elitzur Landco Ramla | 11  | 6 | 5 | 1 | 490 | 408 | +82  |
| 3. | Hatay BB Spor        | 7   | 6 | 1 | 5 | 415 | 449 | -34  |
| 4. | Beroe                | 7   | 6 | 1 | 5 | 433 | 560 | -127 |

Risultati
| PEA   | ELI    | HAT   | BER    |
| ----- | ------ | ----- | ------ |
|       | 78-58  | 64-63 | 83-57  |
| 69-58 |        | 66-48 | 108-77 |
| 56-64 | 74-88  |       | 93-73  |
| 59-94 | 73-101 | 94-81 |        |

#### Gruppo C
Classifica
|    | Squadra                      | Pt. | G | V | P | PF  | PS  | diff |
| -- | ---------------------------- | --- | - | - | - | --- | --- | ---- |
| 1. | InvestInTheWest Enea Gorzów  | 11  | 6 | 5 | 1 | 474 | 374 | +100 |
| 2. | Galatasaray Cagdas Factoring | 10  | 6 | 4 | 2 | 456 | 392 | +64  |
| 3. | Piešťanské Čajky             | 9   | 6 | 3 | 3 | 416 | 389 | +27  |
| 4. | Slávia Banská Bystrica       | 6   | 6 | 0 | 6 | 339 | 530 | -191 |

Risultati
| GOR   | GAL   | PIE   | BYS    |
| ----- | ----- | ----- | ------ |
|       | 78-71 | 71-56 | 103-59 |
| 68-66 |       | 79-55 | 94-52  |
| 68-70 | 71-63 |       | 81-55  |
| 52-86 | 70-81 | 51-85 |        |

#### Gruppo D
Classifica
|    | Squadra                     | Pt. | G | V | P | PF  | PS  | diff |
| -- | --------------------------- | --- | - | - | - | --- | --- | ---- |
| 1. | OGM Ormanspor               | 11  | 6 | 5 | 1 | 463 | 396 | +67  |
| 2. | VBW Arka Gdynia             | 10  | 6 | 4 | 2 | 450 | 390 | +60  |
| 3. | Polskie Przetwory Bydgoszcz | 8   | 6 | 2 | 4 | 430 | 485 | -55  |
| 4. | FCC UAV Arad                | 7   | 6 | 1 | 5 | 379 | 451 | -72  |

Risultati
| ORM   | GDY   | BYD    | ARA   |
| ----- | ----- | ------ | ----- |
|       | 69-61 | 109-72 | 85-59 |
| 60-66 |       | 86-78  | 87-53 |
| 80-66 | 61-84 |        | 89-53 |
| 64-68 | 63-72 | 87-50  |       |

#### Gruppo E
Classifica
|    | Squadra                | Pt. | G | V | P | PF  | PS  | diff |
| -- | ---------------------- | --- | - | - | - | --- | --- | ---- |
| 1. | ACS Sepsi SIC          | 12  | 6 | 6 | 0 | 490 | 403 | +87  |
| 2. | Elitzur Holon          | 10  | 6 | 4 | 2 | 457 | 427 | +30  |
| 3. | Nesibe Aydın           | 8   | 6 | 2 | 4 | 394 | 417 | -23  |
| 4. | Bursa Uludağ Basketbol | 6   | 6 | 0 | 6 | 393 | 487 | -94  |

Risultati
| SEP   | ELI   | NES   | BUR   |
| ----- | ----- | ----- | ----- |
|       | 76-75 | 80-71 | 92-58 |
| 71-83 |       | 74-59 | 86-74 |
| 56-70 | 67-72 |       | 74-72 |
| 72-89 | 68-79 | 49-67 |       |

#### Gruppo F
Classifica
|    | Squadra             | Pt. | G | V | P | PF  | PS  | diff |
| -- | ------------------- | --- | - | - | - | --- | --- | ---- |
| 1. | UNI Győr            | 10  | 6 | 4 | 2 | 439 | 426 | +13  |
| 2. | Maccabi Bnot Ashdod | 9   | 6 | 3 | 3 | 457 | 445 | +12  |
| 3. | Kibirkštis          | 9   | 6 | 3 | 3 | 410 | 424 | -14  |
| 4. | Botaş Spor          | 8   | 6 | 2 | 4 | 406 | 417 | -11  |

Risultati
| GYO   | MAC   | KIB   | BOT   |
| ----- | ----- | ----- | ----- |
|       | 95-81 | 53-58 | 72-65 |
| 72-73 |       | 85-75 | 66-77 |
| 81-76 | 64-76 |       | 63-70 |
| 69-70 | 61-77 | 64-69 |       |

### Conference 2

#### Gruppo G
Classifica
|    | Squadra               | Pt. | G | V | P | PF  | PS  | diff |
| -- | --------------------- | --- | - | - | - | --- | --- | ---- |
| 1. | SL Benfica            | 11  | 6 | 5 | 1 | 411 | 379 | +32  |
| 2. | BCF Elfic Fribourg    | 10  | 6 | 4 | 2 | 430 | 402 | +28  |
| 3. | Basket Namur Capitale | 8   | 6 | 2 | 4 | 380 | 371 | +9   |
| 4. | T71 Diddeleng         | 7   | 6 | 1 | 5 | 410 | 479 | -69  |

Risultati
| BEN   | FRI   | NAM   | DUD   |
| ----- | ----- | ----- | ----- |
|       | 69-63 | 63-51 | 84-69 |
| 65-67 |       | 65-52 | 80-74 |
| 72-56 | 56-63 |       | 60-72 |
| 59-72 | 84-94 | 52-89 |       |

#### Gruppo H
Classifica
|    | Squadra                 | Pt. | G | V | P | PF  | PS  | diff |
| -- | ----------------------- | --- | - | - | - | --- | --- | ---- |
| 1. | Umana Reyer Venezia     | 12  | 6 | 6 | 0 | 496 | 380 | +116 |
| 2. | Lointek Gernika Bizkaia | 9   | 6 | 3 | 3 | 392 | 389 | +3   |
| 3. | Movistar Estudiantes    | 9   | 6 | 3 | 3 | 391 | 396 | -5   |
| 4. | Rutronik Stars Keltern  | 6   | 6 | 0 | 6 | 354 | 468 | -114 |

Risultati
| VEN   | GER   | EST   | KEL   |
| ----- | ----- | ----- | ----- |
|       | 68-65 | 85-69 | 87-53 |
| 59-76 |       | 66-54 | 78-59 |
| 69-86 | 63-51 |       | 67-53 |
| 65-94 | 69-73 | 55-69 |       |

#### Gruppo I
Classifica
|    | Squadra             | Pt. | G | V | P | PF  | PS  | diff |
| -- | ------------------- | --- | - | - | - | --- | --- | ---- |
| 1. | Casademont Zaragoza | 12  | 6 | 6 | 0 | 464 | 360 | +104 |
| 2. | Cadí La Seu         | 9   | 6 | 3 | 3 | 400 | 348 | +52  |
| 3. | Castors Braine      | 9   | 6 | 3 | 3 | 447 | 398 | +49  |
| 4. | BBC Gréngewald      | 6   | 6 | 0 | 6 | 330 | 535 | -205 |

Risultati
| ZAR   | CAD   | BRA   | GRE    |
| ----- | ----- | ----- | ------ |
|       | 56-55 | 73-69 | 102-57 |
| 58-71 |       | 63-66 | 71-47  |
| 67-81 | 54-63 |       | 115-66 |
| 54-81 | 54-90 | 52-76 |        |

#### Gruppo J
Classifica
|    | Squadra                  | Pt. | G | V | P | PF  | PS  | diff |
| -- | ------------------------ | --- | - | - | - | --- | --- | ---- |
| 1. | Villeneuve d'Ascq LM     | 11  | 6 | 5 | 1 | 461 | 349 | +112 |
| 2. | London Lions             | 9   | 6 | 3 | 3 | 439 | 440 | -1   |
| 3. | Dinamo Banco di Sardegna | 8   | 6 | 2 | 4 | 397 | 437 | -40  |
| 4. | Roche Vendée Basket Club | 8   | 6 | 2 | 4 | 418 | 489 | -71  |

Risultati
| VIL   | LON   | SAS   | VEN   |
| ----- | ----- | ----- | ----- |
|       | 80-59 | 68-48 | 81-50 |
| 67-60 |       | 75-82 | 90-79 |
| 56-77 | 63-73 |       | 77-65 |
| 69-95 | 76-75 | 79-71 |       |

#### Gruppo K
Classifica
|    | Squadra       | Pt. | G | V | P | PF  | PS  | diff |
| -- | ------------- | --- | - | - | - | --- | --- | ---- |
| 1. | BLMA          | 12  | 6 | 6 | 0 | 477 | 431 | +46  |
| 2. | LDLC ASVEL    | 10  | 6 | 4 | 2 | 377 | 353 | +24  |
| 3. | IDK Euskotren | 7   | 6 | 1 | 5 | 441 | 467 | -26  |
| 4. | Žabiny Brno   | 7   | 6 | 1 | 5 | 395 | 439 | -44  |

Risultati
| MON   | ASV   | IDK   | BRN   |
| ----- | ----- | ----- | ----- |
|       | 80-74 | 88-78 | 84-72 |
| 53-62 |       | 76-64 | 20-0  |
| 67-73 | 70-71 |       | 91-80 |
| 87-90 | 77-83 | 79-71 |       |

#### Gruppo L
Classifica
|    | Squadra               | Pt. | G | V | P | PF  | PS  | diff |
| -- | --------------------- | --- | - | - | - | --- | --- | ---- |
| 1. | Flammes Carolo Basket | 11  | 6 | 5 | 1 | 550 | 355 | +195 |
| 2. | Angers                | 11  | 6 | 5 | 1 | 483 | 357 | +126 |
| 3. | KP Brno               | 8   | 6 | 2 | 4 | 341 | 485 | -144 |
| 4. | ŽKK Ragusa            | 6   | 6 | 0 | 6 | 327 | 504 | -177 |

Risultati
| FLA   | ANG   | BRN    | DUB    |
| ----- | ----- | ------ | ------ |
|       | 89-60 | 120-46 | 115-60 |
| 84-63 |       | 89-64  | 90-42  |
| 58-85 | 44-68 |        | 71-68  |
| 47-78 | 55-92 | 55-58  |        |

### Classifica delle migliori terze
Legenda:
- Squadre qualificate ai sedicesimi

#### Conference 1
| ordine | squadra                     | punti | G | V | P | PF  | PS   | Diff. | posizione |
| ------ | --------------------------- | ----- | - | - | - | --- | ---- | ----- | --------- |
| 1      | Piešťanské Čajky            | 9     | 6 | 3 | 3 | 416 | 389  | +27   | gruppo C  |
| 2      | Kibirkštis                  | 9     | 6 | 3 | 3 | 410 | 424  | -14   | gruppo F  |
| 3      | Crvena zvezda MTS           | 9     | 6 | 3 | 3 | 421 | 4447 | -26   | gruppo A  |
| 4      | Nesibe Aydın                | 8     | 6 | 2 | 4 | 394 | 417  | -23   | gruppo E  |
| 5      | Polskie Przetwory Bydgoszcz | 8     | 6 | 2 | 4 | 430 | 485  | -55   | gruppo D  |
| 6      | Hatay BB Spor               | 7     | 6 | 1 | 5 | 415 | 449  | -34   | gruppo B  |

#### Conference 2
| ordine | squadra                  | punti | G | V | P | PF  | PS  | Diff. | posizione |
| ------ | ------------------------ | ----- | - | - | - | --- | --- | ----- | --------- |
| 1      | Castors Braine           | 9     | 6 | 3 | 3 | 447 | 398 | +49   | gruppo I  |
| 2      | Movistar Estudiantes     | 9     | 6 | 3 | 3 | 391 | 396 | -5    | gruppo H  |
| 3      | Basket Namur Capitale    | 8     | 6 | 2 | 4 | 380 | 371 | +9    | gruppo G  |
| 4      | Dinamo Banco di Sardegna | 8     | 6 | 2 | 4 | 397 | 437 | -40   | gruppo J  |
| 5      | KP Brno                  | 8     | 6 | 2 | 4 | 341 | 485 | -144  | gruppo L  |
| 6      | IDK Euskotren            | 7     | 6 | 1 | 5 | 441 | 467 | -26   | gruppo K  |

## Play-off
Classifica delle 32 squadre teste di serie dopo la regular season.
| ordine | squadra                      | punti | G | V | P | PF  | PS  | Diff. | posizione   |
| ------ | ---------------------------- | ----- | - | - | - | --- | --- | ----- | ----------- |
| 1      | Umana Reyer Venezia          | 12    | 6 | 6 | 0 | 496 | 380 | +116  | 1º gruppo H |
| 2      | Casademont Zaragoza          | 12    | 6 | 6 | 0 | 464 | 360 | +104  | 1º gruppo I |
| 3      | ACS Sepsi SIC                | 12    | 6 | 6 | 0 | 490 | 403 | +87   | 1º gruppo E |
| 4      | BLMA                         | 12    | 6 | 6 | 0 | 477 | 431 | +46   | 1º gruppo K |
| 5      | Flammes Carolo Basket        | 11    | 6 | 5 | 1 | 550 | 355 | +195  | 1º gruppo L |
| 6      | Angers                       | 11    | 6 | 5 | 1 | 483 | 357 | +126  | 2º gruppo L |
| 7      | Villeneuve d'Ascq LM         | 11    | 6 | 5 | 1 | 461 | 349 | +112  | 1º gruppo J |
| 8      | InvestInTheWest Enea Gorzów  | 11    | 6 | 5 | 1 | 474 | 374 | +100  | 1º gruppo C |
| 9      | Elitzur Landco Ramla         | 11    | 6 | 5 | 1 | 490 | 408 | +82   | 1º gruppo B |
| 10     | NKA Universitas PEAC         | 11    | 6 | 5 | 1 | 441 | 362 | +79   | 2º gruppo B |
| 11     | OGM Ormanspor                | 11    | 6 | 5 | 1 | 463 | 396 | +67   | 1º gruppo D |
| 12     | SL Benfica                   | 11    | 6 | 5 | 1 | 411 | 379 | +32   | 1º gruppo G |
| 13     | Galatasaray Cagdas Factoring | 10    | 6 | 4 | 2 | 456 | 392 | +64   | 2º gruppo C |
| 14     | VBW Arka Gdynia              | 10    | 6 | 4 | 2 | 450 | 390 | +60   | 2º gruppo D |
| 15     | AZS UMCS Lublin              | 10    | 6 | 4 | 2 | 393 | 357 | +36   | 1º gruppo A |
| 16     | Elitzur Holon                | 10    | 6 | 4 | 2 | 457 | 427 | +30   | 2º gruppo E |
| 17     | Panathinaikos AC             | 10    | 6 | 4 | 2 | 387 | 358 | +29   | 2º gruppo A |
| 18     | BCF Elfic Fribourg           | 10    | 6 | 4 | 2 | 430 | 402 | +28   | 2º gruppo G |
| 19     | LDLC ASVEL                   | 10    | 6 | 4 | 2 | 377 | 353 | +24   | 2º gruppo K |
| 20     | UNI Győr                     | 10    | 6 | 4 | 2 | 439 | 426 | +13   | 1º gruppo F |
| 21     | Cadí La Seu                  | 9     | 6 | 3 | 3 | 400 | 348 | +52   | 2º gruppo I |
| 22     | Castors Braine               | 9     | 6 | 3 | 3 | 447 | 398 | +49   | 3º gruppo I |
| 23     | Piešťanské Čajky             | 9     | 6 | 3 | 3 | 416 | 389 | +27   | 3º gruppo C |
| 24     | Maccabi Bnot Ashdod          | 9     | 6 | 3 | 3 | 457 | 445 | +12   | 2º gruppo F |
| 25     | Lointek Gernika Bizkaia      | 9     | 6 | 3 | 3 | 392 | 389 | +3    | 2º gruppo H |
| 26     | London Lions                 | 9     | 6 | 3 | 3 | 439 | 440 | -1    | 2º gruppo J |
| 27     | Movistar Estudiantes         | 9     | 6 | 3 | 3 | 391 | 396 | -5    | 3º gruppo H |
| 28     | Kibirkštis                   | 9     | 6 | 3 | 3 | 410 | 424 | -14   | 3º gruppo F |
| 29     | Crvena zvezda MTS            | 9     | 6 | 3 | 3 | 421 | 447 | -26   | 3º gruppo A |
| 30     | Basket Namur Capitale        | 8     | 6 | 2 | 4 | 380 | 371 | +9    | 3º gruppo G |
| 31     | Nesibe Aydın                 | 8     | 6 | 2 | 4 | 394 | 417 | -23   | 3º gruppo E |
| 32     | Dinamo Banco di Sardegna     | 8     | 6 | 2 | 4 | 397 | 437 | -40   | 3º gruppo J |

Si considerano, in ordine, i punti; la differenza punti; i punti realizzati.

### Sedicesimi di finale
Le partite di andata si sono giocate il 4 e il 5 gennaio, quelle di ritorno l'11 e il 12 gennaio 2023.
| Squadra 1                | Totale  | Squadra 2                    | Andata | Ritorno |
| ------------------------ | ------- | ---------------------------- | ------ | ------- |
| Dinamo Banco di Sardegna | 150-165 | Umana Reyer Venezia          | 89-82  | 61-83   |
| Nesibe Aydın             | 133-139 | Casademont Zaragoza          | 66-67  | 67-72   |
| Basket Namur Capitale    | 118-183 | ACS Sepsi SIC                | 74-93  | 44-90   |
| Crvena zvezda MTS        | 145-159 | BLMA                         | 79-63  | 66-96   |
| Kibirkštis               | 124-150 | Flammes Carolo Basket        | 65-68  | 59-82   |
| Movistar Estudiantes     | 119-130 | Angers                       | 55-65  | 64-65   |
| London Lions             | 141-148 | Villeneuve d'Ascq LM         | 77-71  | 64-77   |
| Lointek Gernika Bizkaia  | 136-146 | InvestInTheWest Enea Gorzów  | 79-78  | 57-68   |
| Maccabi Bnot Ashdod      | 126-174 | Elitzur Landco Ramla         | 80-92  | 46-82   |
| Piešťanské Čajky         | 119-131 | NKA Universitas PEAC         | 62-68  | 57-63   |
| Castors Braine           | 172-133 | OGM Ormanspor                | 90-62  | 82-71   |
| Cadí La Seu              | 121-119 | SL Benfica                   | 62-53  | 59-66   |
| UNI Győr                 | 115-142 | Galatasaray Cagdas Factoring | 61-78  | 54-64   |
| LDLC ASVEL               | 177-134 | VBW Arka Gdynia              | 86-62  | 91-72   |
| BCF Elfic Fribourg       | 133-144 | AZS UMCS Lublin              | 68-73  | 65-71   |
| Panathinaikos AC         | 116-142 | Elitzur Holon                | 60-67  | 56-75   |

### Ottavi di finale
Le partite di andata si sono giocate il 25 e il 26 gennaio, quelle di ritorno il 1º febbraio 2023.
| Squadra 1                    | Totale  | Squadra 2                   | Andata | Ritorno |
| ---------------------------- | ------- | --------------------------- | ------ | ------- |
| Elitzur Holon                | 143-145 | Umana Reyer Venezia         | 83-68  | 60-77   |
| AZS UMCS Lublin              | 119-124 | Casademont Zaragoza         | 69-66  | 50-58   |
| LDLC ASVEL                   | 178-159 | ACS Sepsi SIC               | 91-76  | 87-83   |
| Galatasaray Cagdas Factoring | 155-132 | BLMA                        | 88-75  | 67-57   |
| Cadí La Seu                  | 137-131 | Flammes Carolo Basket       | 72-54  | 65-77   |
| Castors Braine               | 144-151 | Angers                      | 61-62  | 83-89   |
| NKA Universitas PEAC         | 110-148 | Villeneuve d'Ascq LM        | 66-74  | 44-74   |
| Elitzur Landco Ramla         | 170-127 | InvestInTheWest Enea Gorzów | 85-63  | 85-64   |

### Quarti di finale
Le partite di andata si sono giocate il 23 febbraio, quelle di ritorno il 2 marzo 2023.
| Squadra 1            | Totale  | Squadra 2                    | Andata | Ritorno |
| -------------------- | ------- | ---------------------------- | ------ | ------- |
| Elitzur Landco Ramla | 128-134 | Umana Reyer Venezia          | 80-75  | 48-59   |
| Villeneuve d'Ascq LM | 140-133 | Casademont Zaragoza          | 84-68  | 56-65   |
| LDLC ASVEL           | 159-118 | Angers                       | 88-58  | 71-60   |
| Cadí La Seu          | 126-161 | Galatasaray Cagdas Factoring | 61-86  | 65-75   |

### Semifinali
Le partite di andata si sono disputate il 16 marzo, quelle di ritorno il 23 marzo 2023.
| Squadra 1                    | Totale  | Squadra 2            | Andata | Ritorno |
| ---------------------------- | ------- | -------------------- | ------ | ------- |
| Galatasaray Cagdas Factoring | 134-118 | Umana Reyer Venezia  | 74-49  | 60-69   |
| LDLC ASVEL                   | 155-149 | Villeneuve d'Ascq LM | 84-80  | 71-69   |

### Finale
La finale di andata si è disputata il 5 aprile, quella di ritorno il 12 aprile 2023.
| Squadra 1  | Totale  | Squadra 2                    | Andata | Ritorno |
| ---------- | ------- | ---------------------------- | ------ | ------- |
| LDLC ASVEL | 180-113 | Galatasaray Cagdas Factoring | 95-56  | 85-57   |

## Verdetti
- Vincitrice:  LDLC ASVEL (1º titolo)
Formazione: Gabby Williams, Justė Jocytė, Sandrine Gruda, Laura Quevedo, Blake Dietrick, Alexia Chartereau, Helena Ciak, Marine Johannès, Julie Allemand, Briann January, Dominique Malonga. Allenatore: David Gautier.[11]